# Seleção Australiana de Futebol
A Seleção Australiana de Futebol (ou Socceroos) é a seleção que representa a Austrália nas competições internacionais. É dirigida pela Federação de Futebol da Austrália (que até 2005 era chamada de Associação Australiana de Futebol), a organização responsável pelo esporte na Austrália. Uma particularidade de seu uniforme refere-se exatamente à combinação de cores usada no mesmo: embora a bandeira do país tenha as cores azul, vermelho e branco, a seleção usa tonalidades de verde e amarelo. Isso porque, ao contrário de muitos selecionados nacionais, que baseiam suas cores na bandeira, a seleção australiana usa como base as cores de uma planta típica do país, a acácia, que tem folhas verdes e flores amarelas.
Classificou-se para as Copas do Mundo de 1974,  2006, 2010, 2014, 2018 e 2022, e em sete Olimpíadas.
A seleção australiana aplicou a maior goleada de que já se teve notícia no futebol internacional: uma vitória por 31 a 0 contra a Seleção da Samoa Americana. O time fazia parte da Oceania até 2005. Hoje na Confederação Asiática de Futebol (desde 2006), o time alcançou um feito sonhado por muitos colaboradores da Federação de Futebol da Austrália: se classificou para uma Copa do Mundo pela primeira vez sem a necessidade de enfrentar a repescagem.

## História

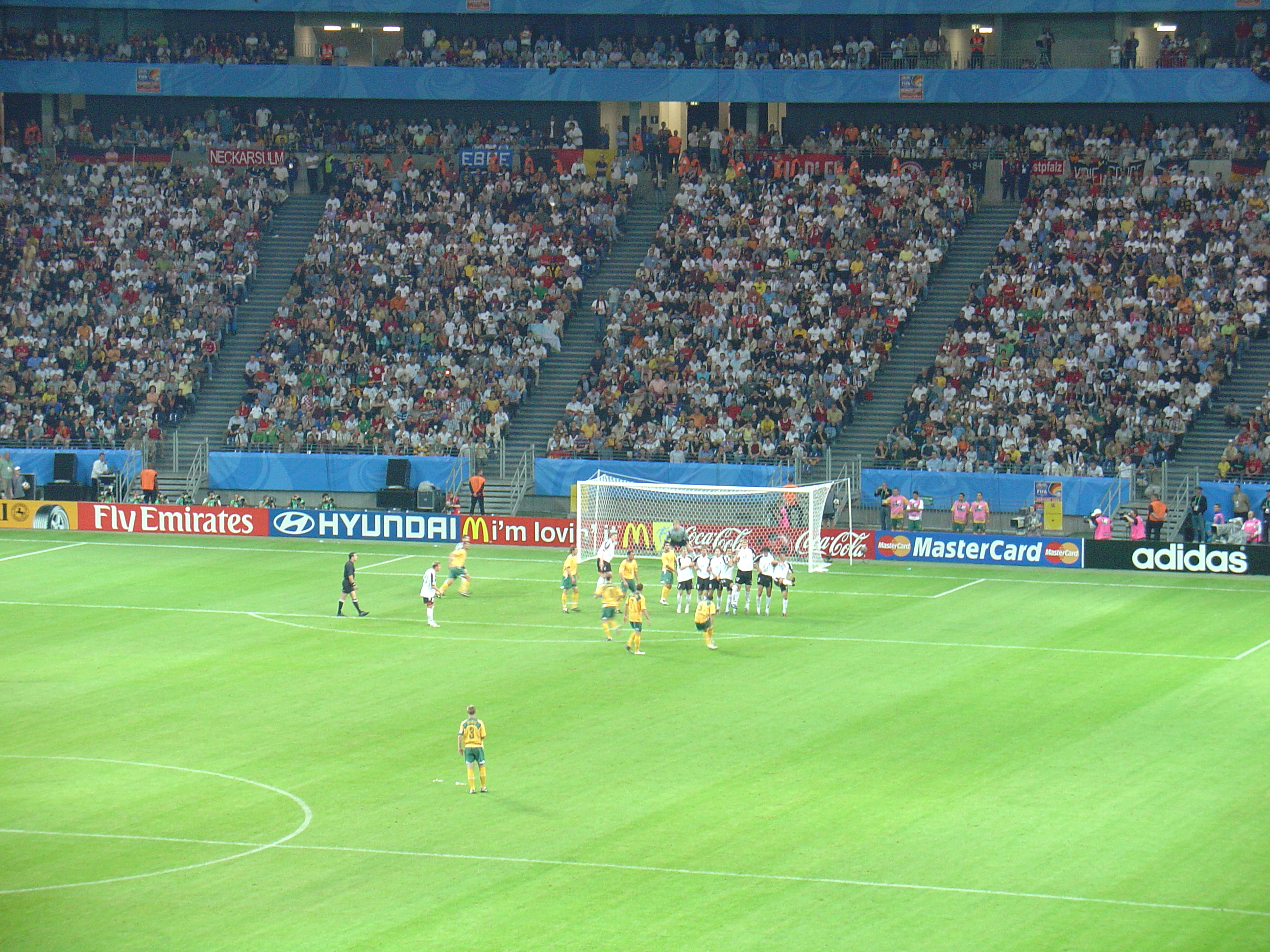
Austrália enfrentando a Alemanha, pela Copa das Confederações 2005.

A primeira seleção australiana foi formada em 1922, durante uma excursão à Nova Zelândia. Durante a digressão, a Austrália sofreu duas derrotas e conseguiu um empate. Austrália, Nova Zelândia, China e África do Sul deveriam organizar jogos teste ou amistosos pelos próximos 25 anos, a fim de popularizar o esporte em seus países. Como a Austrália adotou a política de passagem aérea barata, e por ser isolada geograficamente, a seleção dificilmente jogaria contra adversários de fora da Oceania.

### Oponentes imaginários
A primeira tentativa da Austrália foi na Copa de 1966, na Inglaterra. Após uma decisão da FIFA de disponibilizar poucas vagas a países fora do eixo Europa/América do Sul, a Austrália deveria decidir sua participação num playoff contra a Coreia do Norte. Em 1965, a Coreia do Norte não era reconhecida por diversos países, incluindo o Reino Unido, juntamente com a própria Austrália, aonde a Copa do Mundo FIFA do ano seguinte seria disputada. Adicionalmente, o jogo foi marcado para ser disputado no Camboja, forte aliado da Coreia do Norte. Para completar a situação, houve uma certa pressão política para que o país cedesse o seu lugar para a Coreia do Norte, o que eventualmente aconteceu.
As campanhas para as Copas de 1970, 1978, 1982 e 1986 colocaram a Austrália na posição de país politicamente isolado do resto do mundo, prejudicando suas futuras participações. Outros países como Israel (que as nações vizinhas recusaram-se a enfrentar), China (por causa da revolução de Taiwan), Irã (que estava passando por uma revolução), e Nova Zelândia (outro país oceânico) também estavam na mesma situação. A consequência disso foi que o país teve disputar as eliminatórias em uma espécie de playoff contra  seleções que ocasionalmente jogavam a repescagem mundial.
Após, inúmeros protestos da Federação Australiana de Futebol e tentativas frustradas de ingressar na AFC. Apesar disto, o processo foi simplificado nas eliminatórias da Copa do Mundo de 1990. E com a expansão do número de 24 seleções para 32 seleções na Copa do Mundo FIFA de 1998. Houve uma mudança, já que seria disponibilizada "meia vaga" para a Oceania. Assim, o vencedor da Oceania teria que jogar sua classificação contra uma outra seleção de um outro continente, que é escolhida por meio de sorteio.

### Eliminatórias da Copa do Mundo de 1974
Em 1973, a Austrália ganhou uma vaga para a Copa de 1974, via eliminatórias da AFC/OFC. Começou a campanha num grupo com Nova Zelândia, Iraque e Indonésia, com 6 vitórias e 3 empates. Depois, eliminou Irã (3-0 em Sydney, 0-2 em Teerã) e Coreia do Sul (0-0 em Sydney, 2-2 em Seul e 1-0 no jogo-desempate em Hong Kong).
No mundial, a Austrália caiu no grupo 1, junto com a anfitriã Alemanha Ocidental, a Alemanha Oriental e o Chile. Perdeu para as duas Alemanhas (0-2 para a Oriental, 0-3 para a Ocidental) e empatou por 0-0 com o Chile, ficando em 14º lugar.
Um dado curioso é que a equipe chamou para o mundial imigrantes nascidos no Leste Europeu: os sérvios Dragan "Doug" Utjesenović, Branko Buljević, o croata Ivo Rudić, o alemão de Königsberg (atual Kaliningrado) Manfred Schäfer e o húngaro Attila Abonyi, além do técnico servo-bósnio Zvonimir "Ralé" Rašić. Na Copa do Mundo FIFA de 2006, uma boa parte dos integrantes da seleção australiana era de descendentes de croatas, italianos e gregos.

### Eliminatórias da Copa do Mundo de 1994
A trajetória da Austrália para a Copa de 1994, nos Estados Unidos, é um exemplo do que a Oceania precisava passar para ter um representante. Para se classificar, a Austrália precisava jogar três estágios de playoff. O primeiro era as eliminatórias da Oceania. A seleção australiana terminou o Grupo 1 invicta em quatro jogos contra Taiti e Ilhas Salomão, marcando 13 gols. No jogo final, enfrentando a Nova Zelândia, terminou o primeiro jogo (na Nova Zelândia, em 30 de maio de 1993) ganhando por 1 a 0. A Austrália venceu o segundo jogo por 3 a 0 (agregando, 4 a 0), assim como as eliminatórias. Após isto, precisaria vencer mais dois jogos contra o Canadá, terceiro colocado da CONCACAF. O primeiro jogo (jogado no Canadá, em 31 de julho de 1993) foi vencido pelos canadenses por 2 a 1. No segundo, jogado em (Sydney, em 15 de agosto de 1993) a Austrália venceu por 2 a 1, que se prorrogou devido à igualdade dos dois placares. O jogo foi para os pênaltis, vencidos pela Austrália por 4 a 1. A Austrália foi qualificada para disputar 2 jogos contra o segundo colocado do Grupo 1 da América do Sul, a Argentina. O primeiro jogo (realizado em Sydney em 31 de Outubro de 1993) terminou empatado em 1 a 1. Em 17 de novembro, o segundo jogo foi disputado na Argentina, sendo vencido pelos anfitriões por 1 a 0. Assim, a Argentina foi a última classificada para a Copa do Mundo FIFA de 1994.

### Eliminatórias da Copa do Mundo de 1998
Em 1997, após vencer as eliminatórias da OFC, a Austrália precisou jogar dois jogos contra o Irã para se classificar à Copa de 1998, na França. Dirigida pelo veterano treinador inglês Terry Venables, empatou por 1 a 1 no Irã, e esperando por um bom resultado em casa, após estar vencendo por 2 a 0, em Melbourne, viu o Irã empatar e se classificar pela regra dos gols fora de casa.

### Eliminatórias da Copa do Mundo de 2002
Em 2001, os Socceroos novamente venceram as eliminatórias da OFC, após massacrar as seleções das pequenas nações da Oceania, incluindo um 22 a 0 em Tonga e o recorde mundial entre seleções nacionais de 31 a 0 em Samoa Americana. Mesmo sem Harry Kewell e Mark Viduka, venceu facilmente a Nova Zelândia, única ameaça real na Oceania. Novamente precisou jogar dois jogos da repescagem para ir à Copa de 2002, na Coreia do Sul e no Japão. Nesta ocasião, o oponente foi a quinta seleção da CONMEBOL, o Uruguai. No primeiro jogo em Melbourne, a Austrália venceu por 1 a 0, gol de pênalti de Kevin Muscat, mas as esperanças do mundial acabaram depois de perder de 3 a 0 em Montevidéu.

### Outras campanhas
As poucas participações do time em Copas não se refletem em outros jogos, como as razoáveis apresentações contra times fortes do "eixo do futebol", com vitórias na Copa das Confederações 2001 (sobre a França e Brasil). Também empatou com a França por 1 a 1 em novembro de 2001 na cidade de Melbourne. Um jogo particular ocorreu contra a metrópole inglesa em 2003, terminando por 3 a 1 para a colônia, em plena Londres. Outro resultado de destaque foi o segundo lugar no Torneio Bicentenário da Austrália, disputado em seu próprio país em 1988, no qual obteve uma goleada histórica sobre a Argentina por 4x1 e sendo superado somente pelo Brasil.

### A aceitação na AFC
Muitos australianos acreditam que o único meio da Austrália progredir no futebol seria abandonando a OFC e se tornar membro da AFC. Seu futebol desenvolveu-se o suficiente para deixar de ser considerado "amador", possibilitando o país a disputar torneios de maior importância, já que seus jogos mais competitivos somente aconteciam em torneios amistosos ou em alguns jogos das eliminatórias da OFC.
Johnny Warren, que foi à Copa de 74 e um respeitado locutor de jogos e capitão honorário dos Socceroos, expressava claramente seu desejo da Austrália juntar-se à AFC. Apesar das várias tentativas mal sucedidas, informações vazadas de Tóquio, em março de 2005, sugeriam que a FAF reuniu-se várias vezes com a AFC. Em 23 de março, o comitê executivo da AFC decidiu unanimemente que convidaria a Austrália para juntar-se à zona asiática.
O presidente da AFC, Mohammed Bin Hammam, resume as razões da decisão:
Assim como é desenvolvida no futebol, a Austrália têm uma economia respeitável e é isto que queremos para o futebol, assim como o Japão, a Coreia do Sul, a Arábia e a China. Se a Austrália entrar, os benefícios serão enormes, e é isto será bom para todos.
Em 17 de abril, o comitê executivo da OFC endossa a proposta de moção da Austrália. A FIFA aprova a moção em 30 de junho e assim em 1º de janeiro de 2006 a Austrália foi ratificada como membro da entidade e passou a disputar as eliminatórias da Copa da Ásia de 2007 a partir de fevereiro de 2006. O anúncio formal da integração da Austrália foi feito no final de novembro de 2005.

### Eliminatórias da Copa do Mundo de 2006
Em 2004, o time dá os primeiros passos rumo à classificação para a Copa do Mundo de 2006, na Alemanha, liderando a fase classificatória. Próximo da fase final, o time empatou em 2 a 2 com as Ilhas Salomão, resultado que eliminou a Nova Zelândia da final, dando lugar as Ilhas Salomão.
O treinador Frank Farina sai do cargo por "consenso mútuo" em 29 de junho de 2005, após os Socceroos perderem a chance de ganhar um jogo na Copa das Confederações 2005, frustrando toda a expectativa ao redor desta partida. Em 22 de julho, o holandês Guus Hiddink, famoso após levar a Coreia do Sul ao quarto lugar em 2002, é anunciado pela FAF como novo treinador da seleção. Este anúncio traz intensa especulação da mídia australiana sobre outros candidatos e sobre a proposta prematura feita a Hiddink, que combinou seu trabalho como técnico do PSV Eindhoven e da seleção australiana, permanecendo como comandante dos Socceroos até o fim da Copa de 2006.
Depois de treinos iniciais com a seleção nos Países Baixos, sua primeira tarefa como técnico foi um resultado agregado de 9 a 1 contra as Ilhas Salomão, nas finais das eliminatórias da OFC. A tarefa restante era o playoff entre o campeão da OFC e o quinto colocado da CONMEBOL, onde o campeão classifica-se para a Copa.
Em outubro de 2005, a Austrália bateu a Seleção Jamaicana de Futebol num amistoso por 5 a 0, em jogo ocorrido em Londres. A vitória foi a maior da Austrália contra um time melhor posicionado no Ranking da FIFA.
Agora a Austrália teria aquele que até então seria o seu maior desafio. Em uma situação semelhante a 2001,quando enfrentou o Uruguai que foi o quinto colocado da América do Sul. Temendo uma repetição do jogo em Montevidéu em 2001, a Austrália anuncia que treinaria em Buenos Aires, indo de avião para o outro lado do Rio da Prata, horas antes do jogo. Como represália, o Uruguai pede que o jogo seja transferido para um dia antes do marcado, em 11 de novembro de 2005. A proposta é rejeitada pela Austrália que já tinha fretado um voo de retorno para Sydney, logo depois do jogo e também pela FIFA que alega que o horário do jogo iria prejudicar os australianos. Como resultado, o time sul-americano anuncia que o jogo irá começar cinco horas antes do previsto, com início marcado para as nove horas da manhã do dia seguinte na Costa Leste Australiana. Isto significaria que a Austrália não poderia viajar de volta a Sydney no mesmo dia, perdendo um dia de descanso para a segunda partida. Também significava que o Uruguai teria um dia a mais de preparação para o mesmo jogo. Ao recusar a antecipação do jogo a Austrália praticamente anulou a estratégia uruguaia e forçou o time uruguaio a viajar para Sydney algumas horas depois do seu retorno a Sydney. Como consequência, a FIFA ordena que o jogo de volta fosse adiantado para às 20h00 em Sydney e as 06h00 em Montevidéu.
O Uruguai derrota a Austrália por 1 a 0 em 12 de novembro de 2005, em Montevidéu, com um gol de cabeça de Darío Rodríguez. Em 16 de novembro, na cidade de Sydney, para o segundo jogo da série de qualificação, 83.000 torcedores lotam o Telstra Stadium, sendo que 3,4 milhões de pessoas assistem a transmissão pela televisão. A Austrália ganha o jogo por 1 a 0 no tempo regulamentar, com um gol de Mark Bresciano no primeiro tempo. Os acréscimos terminam empatados e uma prorrogação é jogada. Como nenhuma das seleções marca durante os dois tempos extras, o jogo vai para os pênaltis. Os Socceroos vencem a disputa por 4 a 2 e classificam-se para a Copa de 2006, se vingando da derrota para a Celeste em 2001, e voltam à Copa do Mundo após 32 anos. Mark Schwarzer e John Aloisi são os heróis das penalidades, o primeiro defendendo duas cobranças de pênalti uruguaias, e o segundo marcando o pênalti decisivo australiano. O resultado provoca uma intensa comemoração por todo o país, e várias pessoas sofrem infartos com a emoção.
A Alemanha é a mesma sede da outra única copa que a Austrália disputou, em 1974. Pode se citar similaridade com o Brasil, que em 74 foi à Copa defendendo o título após derrotar uma seleção europeia em 70 (a Seleção Italiana de Futebol). 32 anos depois, ganha outro mundial, batendo a Seleção Alemã de Futebol, em julho de 2002.
Imediatamente após a classificação, a Austrália é classificada como uma seleção "rank B". O "ranking" é definido pela FIFA e pela Coca-Cola, sendo implantado após o Japão ter sido classificado, e define qual a ordem do país no sorteio dos grupos. Como preparação, os Socceroos já marcaram amistosos com a Croácia (sendo anulado depois, pois os países já estão no mesmo grupo da Copa), Grécia e Holanda.

### Copa do Mundo de 2006
Em dezembro de 2005, logo antes do sorteio dos grupos, a Austrália foi alocada no pote 3, assim com as cinco seleções classificadas da África: Gana, Togo, Angola, Costa do Marfim e Tunísia e outras duas seleções rank B: Equador e Paraguai. A Austrália não encontrou estes times na primeira fase.
Em 7 de dezembro de 2005, o técnico da Seleção Norte-americana de Futebol, Bruce Arena, cria controvérsia ao dizer que a Austrália e Trinidad & Tobago são os times "mais fracos da competição". Dias depois, Arena divulga à imprensa que foi mal interpretado.
Em 9 de dezembro de 2005, a Austrália é posta no Grupo F da Copa do Mundo, juntamente com Brasil, Croácia e Japão. A mídia croata faz alarde do jogo Austrália vs. Croácia, jogo final do grupo para ambos, pelo fato já mencionado anteriormente de que vários jogadores australianos terem ascendência croata, casos de Mark Viduka, Željko Kalac, Josip Skoko Tony Popović, Ante Čović, Jason Čulina e Mark Bresciano. Enquanto isso, Josip Šimunić, australiano de nacionalidade croata (por jus sanguinis), é um habitual titular do time croata, assim como os também australianos Joey Didulica e Anthony Šerić.
Em sua participação na Copa na primeira fase, a Austrália venceu o Japão por 3 a 1 na primeira rodada. Na segunda rodada, perdeu para a Seleção Brasileira por 2 a 0. E na última rodada, empatou com a Seleção Croata em 2 a 2, ficando em segundo lugar no grupo F e assim, conseguindo sua classificação para as oitavas de final, onde enfrentou e perdeu para a Itália a primeira colocada do grupo E, no dia 26 de junho por 1 a 0. Terminou a competição em 16º lugar na classificação geral.

### Eliminatórias da Copa do Mundo de 2010
A equipe entrou na fase 3 das eliminatórias por ter tido na época um bom posicionamento no ranking da FIFA. O time foi lotado em um grupo com Qatar, Iraque e China. Em 10 jogos venceu 8, empatou 2 e perdeu nenhuma. Ficou em primeiro lugar no grupo, junto com o Qatar, passando para a fase seguinte.
Na quarta e última fase, o time esteve no grupo A com Uzbequistão, Japão, Bahrein e novamente Qatar. No dia 6 de junho de 2009, após um empate em 0 a 0 contra o Qatar, classificou-se à Copa do Mundo FIFA de 2010.

### Jogos Olímpicos
A performance da seleção australiana em Jogos Olímpicos é superior a da Copa do Mundo. A Austrália participou  seis vezes dos Jogos Olímpicos. A primeira vez foi nos Jogos Olímpicos de Verão de 1956 disputadas em seu próprio território, na cidade de Melbourne. Venceu seu primeiro jogo contra o Japão por 2x0, mas perdeu para a Índia por 4x2 na prorrogação, após um empate em 2x2 no tempo normal e não chegou à semifinal. A Austrália só voltaria a disputar o torneio olímpico nos Jogos Olímpicos de 1988 disputados em Seul, na Coreia do Sul. Na sua estreia teve uma incrível vitória contra uma das equipes favoritas, a Iugoslávia, por 1x0, gol de Frank Farina. Venceu também a Nigéria e perdeu apenas para o Brasil ficando em segundo lugar em seu grupo. Nas quartas de final perdeu para então União Soviética, que seria a campeã e terminou em 7º lugar na competição. Porém, seu melhor resultado foi nas Olimpíadas de 1992, disputadas na cidade de Barcelona, Espanha. Começou perdendo para Gana por 3x1. Em seguida, empatou com o México em 1x1 e, mais uma vez, surpreendeu vencendo outra favorita da competição, a Dinamarca, por 3x0 e, novamente, terminou em segundo lugar em seu grupo. Nas quartas de final vence outra favorita, a Suécia, por 2x1 e vai, pela primeira vez em sua história, à semifinal. O adversário é a Polônia que aplica uma goleada de 6x1 nos Socceroos. Na disputa pela medalha de bronze, perde novamente para Gana, desta vez por 1x0. Ficou em 4º lugar, sua melhor colocação até hoje. Nos Jogos Olímpicos de 1996, disputados na cidade de Atlanta, Estados Unidos, perde todos os seus jogos e não passa da primeira fase. Nos Jogos Olímpicos de 2000, novamente disputados em seu território, desta vez em Sydney, decepciona seus torcedores perdendo novamente todos os seus jogos e não passando da primeira fase. Já nos Jogos Olímpicos de 2004, disputados em Atenas, na Grécia, tem melhor performance: começa empatando com a Tunísia em 1x1, vence a Sérvia e Montenegro por 5x1 e perde para a Argentina (que seria a campeã) por 1x0. Nas quartas de final, perde para o Iraque por 1x0. Nos Jogos Olímpicos de 2008, não passam da primeira fase.

### Copa da Ásia
A Austrália participa da Copa da Ásia pela primeira vez em 2007. Começa empatando com a Omã em 1x1, perde para o Iraque (que seria o campeão) por 3x1 e vence a Tailândia por 4x0. Nas quartas de final, empata com o Japão em 1x1 e acaba perdendo a classificação na disputa por penaltis por 4x3. Terminou em 5º lugar.
E na Copa da Ásia de 2011 a Seleção Australiana fez uma campanha bem melhor. Na primeira fase começa vencendo a Índia por 4x0, depois empata com a Coreia do Sul em 1x1, e depois vence o Bahrein por 1x0. Nas quartas de final, empata com o Iraque em 0x0 no tempo normal, e depois vence por 1x0 na Prorrogação. Nas semifinais vence o Uzbequistão por 6x0. Na final a Seleção Australiana empata em 0x0 com o Japão no tempo normal, e depois perde por 1x0 na Prorrogação, ficando com o vice-campeonato.

### Copa do Mundo de 2010
A Austrália estreou na Copa da África contra a Alemanha em 13 de Junho de 2010, em Durban, pelo Grupo D da competição. Foi goleada por 4x0 pela Alemanha, com gols de Podolski e Klose no primeiro tempo, seguidos de mais dois gols no segundo tempo. Na etapa final, Tim Cahill foi expulso por dar um carrinho por trás e a Austrália ficou com dez em campo.
O segundo jogo da Austrália foi contra Gana e terminou empatado em 1x1. Os australianos marcaram no primeiro tempo com gol de Brett Holman. Pouco depois, Harry Kewell comete um pênalti ao tocar com a mão na bola dentro da área e é expulso. Asamoah Gyan bate o pênalti e empata para Gana.
Em sua última partida, a Austrália derrotou a Sérvia por 2x1, mas não conseguiu avançar para as oitavas de final.

### Copa do Mundo de 2014
A Austrália estreou na Copa do Mundo de 2014 contra o Chile e perdeu por 3x1. Na segunda rodada enfrentaram a Holanda e perderam de virada por 3x2. Já eliminada, a Austrália enfrentou a Espanha, também eliminada, e perdeu por 3x0.

### Copa do Mundo de 2018
Para chegar a Copa do Mundo de 2018, a Austrália passou por Honduras na Repescagem intercontinental. Estreou contra a França, e acabou perdendo de 2x1. Na segunda rodada, os australianos enfrentaram a Dinamarca e empataram em 1x1. Ainda com chances de classificação, na última rodada enfrentaram os peruanos, também vindos da Repescagem intercontinental e decepcionaram, perdendo por 2x0 e ficando com a lanterna do grupo.

### Copa do Mundo de 2022
A Austrália participou das eliminatórias para a Copa do Mundo FIFA de 2022 , iniciadas na segunda fase, quando a Austrália enfrentou Kuwait, Jordânia, Nepal e Taipé Chinês.  A Austrália conseguiu dominar o grupo com oito vitórias em oito partidas, para chegar à terceira fase. Na terceira fase, enfrentou  a Arábia Saudita, Japão, China, Omã e Vietnã . Depois de um bom começo com três vitórias consecutivas sobre China, Vietnã e Omã, o desempenho da Austrália caiu, já que a seleção australiana só venceu o Vietnã em seus últimos sete jogos, empatou três vezes e perdeu três vezes, terminando em terceiro no grupo e teve que contar com os playoffs da quarta rodada. Devido à pandemia de COVID-19, todos os playoffs da foram disputados em Doha. Os Socceroos começaram a disputa com uma vitória por 2 a 1 sobre os Emirados Árabes Unidos, se classificando para o último jogo que daria a vaga para a Copa do Mundo enfrentando o Peru. A Austrália empatou com o Peru sem gols, conseguindo a classificação ao Mundial ao vencer os sul-americanos nos pênaltis. A classificação da Austrália também significou que a AFC teve o maior número de times em sua história na Copa do Mundo, com seis.
Na disputa da Copa do Mundo FIFA de 2022 ficou no Grupo D junto a França, Tunísia e Dinamarca, a seleção australiana, até então, era vista como a mais fraca do grupo e poucos acreditavam no bom desempenho da equipe. Os Socceroos estrearam perdendo por 4 a 1 para a França, conseguindo abrir o placar mas acabou sofrendo a derrota para a seleção francesa. Na segunda partida, mesmo com a presença em peso da torcida adversária, conseguiu a vitória por 1 a 0 contra a Tunísia, sendo Mitchell Duke o autor do gol da vitória. Na última rodada, ainda com chances de classificação e enfrentando a forte equipe da Dinamarca, os australianos conquistaram uma vitória histórica por 1 a 0, conseguindo avançar pela segunda vez às oitavas de final da Copa do Mundo junto a França.  Nas Oitavas de final, enfrentaram a Argentina, onde acabaram tendo dificuldades de criar jogadas e impor um jogo ofensivo diante da seleção sul-americana, acarretando numa derrota por 2 a 1 e se despedindo da competição.

## Títulos
| Continentais | Continentais           | Continentais | Continentais            |
|              | Competição             | Títulos      | Anos                    |
| ------------ | ---------------------- | ------------ | ----------------------- |
|              | Copa da Ásia           | 1            | 2015                    |
|              | Copa das Nações da OFC | 4            | 1980, 1996, 2000 e 2004 |

## Desempenho em competições
| Desempenho na Copa do Mundo | Desempenho na Copa do Mundo | Desempenho na Copa do Mundo | Desempenho na Copa do Mundo | Desempenho na Copa do Mundo | Desempenho na Copa do Mundo | Desempenho na Copa do Mundo | Desempenho na Copa do Mundo | Desempenho na Copa do Mundo |
| Ano                         | Fase                        | Posição                     | J                           | V                           | E                           | D                           | GP                          | GC                          |
| --------------------------- | --------------------------- | --------------------------- | --------------------------- | --------------------------- | --------------------------- | --------------------------- | --------------------------- | --------------------------- |
| 1930                        | Não participou              | Não participou              | Não participou              | Não participou              | Não participou              | Não participou              | Não participou              | Não participou              |
| 1934                        | Não participou              | Não participou              | Não participou              | Não participou              | Não participou              | Não participou              | Não participou              | Não participou              |
| 1938                        | Não participou              | Não participou              | Não participou              | Não participou              | Não participou              | Não participou              | Não participou              | Não participou              |
| 1950                        | Não participou              | Não participou              | Não participou              | Não participou              | Não participou              | Não participou              | Não participou              | Não participou              |
| 1954                        | Não participou              | Não participou              | Não participou              | Não participou              | Não participou              | Não participou              | Não participou              | Não participou              |
| 1958                        | Não participou              | Não participou              | Não participou              | Não participou              | Não participou              | Não participou              | Não participou              | Não participou              |
| 1962                        | Não participou              | Não participou              | Não participou              | Não participou              | Não participou              | Não participou              | Não participou              | Não participou              |
| 1966                        | Não participou              | Não participou              | Não participou              | Não participou              | Não participou              | Não participou              | Não participou              | Não participou              |
| 1970                        | Não participou              | Não participou              | Não participou              | Não participou              | Não participou              | Não participou              | Não participou              | Não participou              |
| 1974                        | Fase de Grupos              | 14/16                       | 3                           | 0                           | 1                           | 2                           | 0                           | 5                           |
| 1978                        | Não participou              | Não participou              | Não participou              | Não participou              | Não participou              | Não participou              | Não participou              | Não participou              |
| 1982                        | Não participou              | Não participou              | Não participou              | Não participou              | Não participou              | Não participou              | Não participou              | Não participou              |
| 1986                        | Não participou              | Não participou              | Não participou              | Não participou              | Não participou              | Não participou              | Não participou              | Não participou              |
| 1990                        | Não participou              | Não participou              | Não participou              | Não participou              | Não participou              | Não participou              | Não participou              | Não participou              |
| 1994                        | Não participou              | Não participou              | Não participou              | Não participou              | Não participou              | Não participou              | Não participou              | Não participou              |
| 1998                        | Não participou              | Não participou              | Não participou              | Não participou              | Não participou              | Não participou              | Não participou              | Não participou              |
| 2002                        | Não participou              | Não participou              | Não participou              | Não participou              | Não participou              | Não participou              | Não participou              | Não participou              |
| 2006                        | Oitavas de final            | 16/32                       | 4                           | 1                           | 1                           | 2                           | 5                           | 6                           |
| 2010                        | Fase de Grupos              | 21/32                       | 3                           | 1                           | 1                           | 1                           | 3                           | 6                           |
| 2014                        | Fase de Grupos              | 30/32                       | 3                           | 0                           | 0                           | 3                           | 3                           | 9                           |
| 2018                        | Fase de Grupos              | 30/32                       | 3                           | 0                           | 1                           | 2                           | 2                           | 5                           |
| 2022                        | Oitavas de final            | 11/32                       | 4                           | 2                           | 0                           | 2                           | 4                           | 6                           |
| 2026                        | A definir                   | 0                           | 0                           | 0                           | 0                           | 0                           | 0                           | 0                           |
| Total                       | 6/22                        | 0 títulos                   | 20                          | 4                           | 4                           | 12                          | 17                          | 37                          |

|     | Data                   | Local                     | Resultado | Adversário         |
| --- | ---------------------- | ------------------------- | --------- | ------------------ |
| 1.  | 14 de junho de 1974    | Hamburgo, Alemanha        | 0–2       | Alemanha           |
| 2.  | 18 de junho de 1974    | Hamburgo, Alemanha        | 0–3       | Alemanha Ocidental |
| 3.  | 22 de junho de 1974    | Berlim, Alemanha          | 0–0       | Chile              |
| 4.  | 12 de junho de 2006    | Kaiserslautern, Alemanha  | 3–1       | Japão              |
| 5.  | 18 de junho de 2006    | Munique, Alemanha         | 0–2       | Brasil             |
| 6.  | 22 de junho de 2006    | Stuttgart, Alemanha       | 2–2       | Croácia            |
| 7.  | 26 de junho de 2006    | Kaiserslautern, Alemanha  | 0–1       | Itália             |
| 8.  | 13 de junho de 2010    | Durban, África do Sul     | 0–4       | Alemanha           |
| 9.  | 19 de junho de 2010    | Rustenburg, África do Sul | 1–1       | Gana               |
| 10. | 23 de junho de 2010    | Nelspruit, África do Sul  | 2–1       | Sérvia             |
| 11. | 13 de junho de 2014    | Cuiabá, Brasil            | 1–3       | Chile              |
| 12. | 18 de junho de 2014    | Porto Alegre, Brasil      | 2–3       | Países Baixos      |
| 13. | 23 de junho de 2014    | Curitiba, Brasil          | 0–3       | Espanha            |
| 14. | 16 de junho de 2018    | Cazã, Rússia              | 1–2       | França             |
| 15. | 21 de junho de 2018    | Samara, Rússia            | 1–1       | Dinamarca          |
| 16. | 26 de junho de 2018    | Sóchi, Rússia             | 0–2       | Peru               |
| 17. | 22 de novembro de 2022 | Al Wakrah, Catar          | 1–4       | França             |
| 18. | 26 de novembro de 2022 | Al Wakrah, Catar          | 0–1       | Tunísia            |
| 19. | 30 de novembro de 2022 | Al Wakrah, Catar          | 1–0       | Dinamarca          |
| 20. | 3 de dezembro de 2022  | Al Rayyan, Catar          | 0–2       | Argentina          |

| Desempenho na Copa das Confederações | Desempenho na Copa das Confederações | Desempenho na Copa das Confederações | Desempenho na Copa das Confederações | Desempenho na Copa das Confederações | Desempenho na Copa das Confederações | Desempenho na Copa das Confederações | Desempenho na Copa das Confederações |
| Ano                                  | Fase                                 | J                                    | V                                    | E[i]                                 | D                                    | GP                                   | GC                                   |
| ------------------------------------ | ------------------------------------ | ------------------------------------ | ------------------------------------ | ------------------------------------ | ------------------------------------ | ------------------------------------ | ------------------------------------ |
| 1992                                 | Não participou                       | -                                    | -                                    | -                                    | -                                    | -                                    | -                                    |
| 1995                                 | Não participou                       | -                                    | -                                    | -                                    | -                                    | -                                    | -                                    |
| 1997                                 | Vice-campeão                         | 5                                    | 2                                    | 1                                    | 2                                    | 4                                    | 8                                    |
| 1999                                 | Não participou                       | -                                    | -                                    | -                                    | -                                    | -                                    | -                                    |
| 2001                                 | Terceiro lugar                       | 5                                    | 3                                    | 0                                    | 2                                    | 3                                    | 2                                    |
| 2003                                 | Não participou                       | -                                    | -                                    | -                                    | -                                    | -                                    | -                                    |
| 2005                                 | Fase de Grupos                       | 3                                    | 0                                    | 0                                    | 3                                    | 5                                    | 10                                   |
| 2009                                 | Não participou                       | -                                    | -                                    | -                                    | -                                    | -                                    | -                                    |
| 2013                                 | Não participou                       | -                                    | -                                    | -                                    | -                                    | -                                    | -                                    |
| 2017                                 | Fase de Grupos                       | 3                                    | 0                                    | 2                                    | 1                                    | 4                                    | 5                                    |
| Total                                | 4/10                                 | 16                                   | 5                                    | 3                                    | 8                                    | 16                                   | 25                                   |

|     | Data                   | Local                  | Resultado | Adversário     |
| --- | ---------------------- | ---------------------- | --------- | -------------- |
| 1.  | 12 de dezembro de 1997 | Riad, Arábia Saudita   | 3–1       | México         |
| 2.  | 14 de dezembro de 1997 | Riad, Arábia Saudita   | 0–0       | Brasil         |
| 3.  | 16 de dezembro de 1997 | Riad, Arábia Saudita   | 0–1       | Arábia Saudita |
| 4.  | 19 de dezembro de 1997 | Riad, Arábia Saudita   | 1–0       | Uruguai        |
| 5.  | 21 de dezembro de 1997 | Riad, Arábia Saudita   | 0–6       | Brasil         |
| 6.  | 30 de maio de 2001     | Suwon, Coreia do Sul   | 2–0       | México         |
| 7.  | 1 de junho de 2001     | Daegu, Coreia do Sul   | 1–0       | França         |
| 8.  | 3 de junho de 2001     | Suwon, Coreia do Sul   | 0–1       | Coreia do Sul  |
| 9.  | 7 de junho de 2001     | Yokohama, Japão        | 0–1       | Japão          |
| 10. | 10 de junho de 2001    | Ulsan, Coreia do Sul   | 1–0       | Brasil         |
| 11. | 15 de junho de 2005    | Frankfurt, Alemanha    | 3–4       | Alemanha       |
| 12. | 18 de junho de 2005    | Nuremberg, Alemanha    | 2–4       | Argentina      |
| 13. | 21 de junho de 2005    | Leipzig, Alemanha      | 0–2       | Tunísia        |
| 14. | 19 de junho de 2017    | Sóchi, Rússia          | 2–3       | Alemanha       |
| 15. | 22 de junho de 2017    | São Petesburgo, Rússia | 1–1       | Camarões       |
| 16. | 25 de junho de 2017    | Moscou, Rússia         | 1–1       | Chile          |

### Desempenho nosJogos Olímpicos
- Jogos Olímpicos de Verão de 1956: quartas de final
- Jogos Olímpicos de Verão de 1988: 7º lugar
- Jogos Olímpicos de Verão de 1992: 4º lugar
- Jogos Olímpicos de Verão de 1996: primeira fase
- Jogos Olímpicos de Verão de 2000: primeira fase
- Jogos Olímpicos de Verão de 2004: quartas de final
- Jogos Olímpicos de Verão de 2008: primeira fase
- Jogos Olímpicos de Verão de 2020: primeira fase

### Desempenho naCopa da Ásia
- Copa da Ásia de 2007: 5º lugar
- Copa da Ásia de 2011: 2º lugar
- Copa da Ásia de 2015: Campeões
- Copa da Ásia de 2019: Quartas de Final

### Desempenho naCopa das Nações da OFC
- Copa das Nações da OFC 1973 - Não disputou
- Copa das Nações da OFC 1980 - Campeões
- Copa das Nações da OFC 1996 - Campeões
- Copa das Nações da OFC 1998 - Vice-Campeões
- Copa das Nações da OFC 2000 - Campeões
- Copa das Nações da OFC 2002 - Vice-Campeões
- Copa das Nações da OFC 2004 - Campeões

## Uniformes

### Uniformes dos jogadores
- Uniforme principal: Camisa amarela com detalhes verdes, calção e meias amarelas.
- Uniforme de visitante: Camisa verde com detalhes em verde-limão, calção e meias verdes.

| 1º uniforme | 2º uniforme |

### Uniformes dos goleiros
- Camisa cinza, calção e meias cinzas;
- Camisa roxa, calção e meias roxas.

| Cores do Time · Cores do Time · Cores do Time · Cores do Time · Cores do Time | Cores do Time · Cores do Time · Cores do Time · Cores do Time · Cores do Time |  |

### Uniformes de treino
- Camisa cinza com detalhes verdes, calção e meias cinza
- Camisa azul, calção e meias cinzas;
- Camisa cinza, calção e meias cinza

| Jogadores | Goleiros | Comissão |

### Outras Temporadas
- 2016

| 1º uniforme | 2º uniforme |

- 2014

| 1º uniforme | 2º uniforme |

- 2012

| 1º uniforme | 2º uniforme |

- 2010

| Primeiro | Segundo |

- 2008

| Primeiro | Segundo |  |

- 2006

| Primeiro | Segundo |  |

- 2004

| Primeiro | Segundo | Terceiro |  |

#### Material esportivo
| Fornecedor | Período        | Notas |
| ---------- | -------------- | --- |
| Umbro      | 1974–1983      | As camisas da Copa do Mundo FIFA de 1974 foram fabricadas pela Adidas, mas apresentavam o logotipo da Umbro. |
| Adidas     | 1983–1989      | |
| Kingroo    | 1990–1993      | |
| Patrick    | 1993           | |
| Adidas     | 1993–2004      | |
| Nike       | 2004– presente | O contrato atual vai até 2023.                                                                               |

## Recordes

### Jogadores que mais jogaram pela Austrália
- 48 - Tim Cahill (100 partidas , 2004-2017)
- 29 - Damian Mori (45 partidas, 1992-2002)
- 25 - Attila Abonyi (62 partidas, 1967-1977)
- 25 - John Kosmina (60 partidas, 1977-1988)

### Artilheiros
- 89 - Tony Vidmar (1991-2006)
- 87 - Alex Tobin (1988-2000)
- 84 - Paul Wade (1986-1996)
- 64 - Frederick Peter Wilson (1970-1979)

### Mais gols numa partida
- 13 - Archie Thompson contra Samoa Americana, 2001 - recorde mundial
- 8 - David Zdrilic contra Samoa Americana, 2001
- 7 - Gary Cole contra Fiji, 1981

### Mais gols marcados numa partida
- 31 vs. Samoa Americana, 2001
- 22 vs. Tonga, 2001
- 17 vs. Ilhas Cook, 2000

### Participação naCopa do Mundo de 1974
- Austrália contra Alemanha Oriental em Hamburgo, 0 a 2
- Austrália contra Alemanha Ocidental em Hamburgo, 0 a 3
- Austrália contra Chile em Berlim Oriental, 0 a 0

### Participação naCopa do Mundo de 2006
- Austrália contra Japão em Kaiserslautern, 3 a 1
- Austrália contra Brasil em Munique, 0 a 2
- Austrália contra Croácia em Dortmund, 2 a 2
- Austrália contra Itália em Kaiserslautern, 0 a 1 (oitavas de final)

### Participação naCopa do Mundo de 2010
- Austrália contra Alemanha em Durban, 0 a 4
- Austrália contra Gana em Rustenburg, 1 a 1
- Austrália contra Sérvia em Nelspruit, 2 a 1

### Participação naCopa do Mundo de 2014
- Austrália contra Chile em Cuiabá, 1 a 3
- Austrália contra Holanda em Porto Alegre, 2 a 3
- Austrália contra Espanha em Curitiba, 0 a 3

### Participação naCopa do Mundo de 2018
- Austrália contra França em Cazã, 1 a 2
- Austrália contra Dinarmarca em Samara, 1 a 1
- Austrália contra Peru em Sóchi, 0 a 2

### Participação naCopa do Mundo de 2022
- Austrália contra França em Al Wakrah, 1 a 4
- Austrália contra Tunísia em Al Wakrah, 1 a 0
- Austrália contra Dinamarca em Al Wakrah, 1 a 0
- Austrália contra Argentina em Al Rayyan, 1 a 2 (oitavas de final)